# Wasco (Califórnia)
Wasco é uma cidade localizada no estado americano da Califórnia, no condado de Kern. Foi incorporada em 22 de dezembro de 1945.

## Geografia
De acordo com o United States Census Bureau, a cidade tem uma área de 24,4 km², onde todos os 24,4 km² estão cobertos por terra.

### Localidades na vizinhança
O diagrama seguinte representa as localidades num raio de 32 km ao redor de Wasco.

## Demografia
Segundo o censo nacional de 2010, a sua população é de 25 545 habitantes e sua densidade populacional é de 1 045,92 hab/km². Possui 5 477 residências, que resulta em uma densidade de 224,25 residências/km².

## Marco histórico
Wasco possui apenas uma entrada no Registro Nacional de Lugares Históricos, o Wasco Union High School Auditorium.